# Saules (Saône-et-Loire)
Saules é uma comuna francesa na região administrativa de Borgonha-Franco-Condado, no departamento Saône-et-Loire. Estende-se por uma área de 2,06 km². Em 2010 a comuna tinha 131 habitantes (densidade: 63,6 hab./km²).